# Justin Houston
Justin Donovan Houston (* 21. Januar 1989 in Statesboro, Georgia) ist ein US-amerikanischer American-Football-Spieler in der National Football League (NFL). Er spielte acht Saisons für die Kansas City Chiefs als Outside Linebacker. Anschließend stand Houston bei den Indianapolis Colts und den Baltimore Ravens unter Vertrag. Vor den Play-offs der Saison 2023 unterzeichnete er einen Vertrag bei den Miami Dolphins.

## College
Houston besuchte die University of Georgia und spielte für deren Mannschaft, die Bulldogs, College Football. In 36 Spielen erzielte er 125 Tackles, 20,0 Sacks, 3 Interceptions, zwei erzwungene Fumbles und einen Touchdown.

## NFL

### Kansas City Chiefs
Beim NFL Draft 2011 wurde er erst in der 3. Runde als insgesamt 70. gewählt, worüber er selbst enttäuscht, aber nicht sonderlich überrascht war, wurde er doch knapp zuvor positiv auf Marihuana getestet. Bei den Chiefs überzeugte er dann aber von Anfang an und kam bereits in seiner Rookie-Saison in allen Spielen zum Einsatz. In den Saisons 2012, 2013 und 2014 wurde er jeweils für den Pro Bowl nominiert, 2014 darüber hinaus als Spieler mit den meisten Sacks in der Regular Season (insgesamt 22,0) mit dem Deacon Jones Award ausgezeichnet.
2015 unterschrieb er einen Vierjahresvertrag über 101 Millionen US-Dollar. Er konnte jedoch nicht an den Erfolg der Saison 2014 anknüpfen, sondern wurde durch Verletzungen immer wieder ausgebremst. Obwohl er immer noch ein effizienter Pass Rusher war, konnte er in keiner weiteren Saison zweistellige Sack-Werte erzielen. Am 10. März 2019 entließen die Chiefs ihn schließlich, was ihnen über 15 Millionen an Salary-Cap-Raum einbrachte.

### Indianapolis Colts
Am 21. März 2019 unterschrieb Houston einen Zweijahresvertrag über 24 Millionen Dollar bei den Indianapolis Colts.
Er kam in allen Partien als Starter zum Einsatz und führte mit 11,0 Sacks der erfolgreichste Pass Rusher seines Teams.

### Baltimore Ravens
Am 31. Juli 2021 unterschrieb Houston einen Einjahresvertrag bei den Baltimore Ravens im Wert von bis zu 4 Millionen Dollar. Im Juli 2022 unterschrieb er für ein weiteres Jahr in Baltimore.

### Carolina Panthers
Im August 2023 nahmen die Carolina Panthers Houston unter Vertrag. Er kam in sieben Spielen zum Einsatz, bevor er wegen einer Oberschenkelverletzung auf die Injured Reserve List gesetzt wurde. Am 19. Dezember einigte er sich mit den Panthers auf die Auflösung seines Vertrags.

### Miami Dolphins
Da durch die Verletzungen von Bradley Chubb, Andrew Van Ginkel und Jaelan Phillips unmittelbar vor den Play-offs auf der Position des Outside Linebackers ein akuter Engpass entstand, verpflichteten die Dolphins am 9. Januar 2024 Justin Houston und Bruce Irvin. Dennoch konnte die klare 7:26-Niederlage gegen die Kansas City Chiefs in der Wild Card Round nicht verhindert werden.